# Liste des épisodes du Muppet Show

Cette page présente la liste des épisodes de la série télévisée Le Muppet Show.

## Première saison (1976-1977)
1. Juliet Prowse (actrice et danseuse sud-africaine)
2. Connie Stevens (actrice et chanteuse)
3. Joel Grey (acteur)
4. Ruth Buzzi (actrice)
5. Rita Moreno (actrice portoricaine)
6. Jim Nabors (acteur)
7. Florence Henderson (actrice)
8. Paul Williams (auteur-compositeur, interprète et acteur)
9. Charles Aznavour (auteur-compositeur-interprète, acteur, réalisateur franco-arménien)
10. Harvey Korman (acteur, réalisateur et producteur)
11. Lena Horne (chanteuse de jazz et actrice)
12. Peter Ustinov (écrivain, comédien et metteur en scène de théâtre et de cinéma britannique)
13. Bruce Forsyth (présentateur de télévision)
14. Sandy Duncan (actrice)
15. Candice Bergen (actrice)
16. Avery Schreiber (acteur)
17. Ben Vereen (acteur, danseur et chanteur)
18. Phyllis Diller (actrice)
19. Vincent Price (acteur)
20. Valerie Harper (actrice)
21. Twiggy (actrice et chanteuse)
22. Ethel Merman (actrice et chanteuse)
23. Kaye Ballard (en) (actrice et chanteuse)
24. Mummenschanz (compagnie suisse de théâtre)

## Deuxième saison (1977-1978)
1. Don Knotts (acteur et scénariste)
2. Zero Mostel (acteur)
3. Milton Berle (acteur, compositeur et scénariste)
4. Rich Little (acteur, scénariste et producteur)
5. Judy Collins (musicienne et compositrice)
6. Nancy Walker (actrice et réalisatrice)
7. Edgar Bergen (acteur)
8. Steve Martin (acteur, humoriste, musicien et scénariste)
9. Madeline Kahn (actrice)
10. George Burns (acteur)
11. Dom DeLuise (acteur, producteur et réalisateur)
12. Bernadette Peters (actrice)
13. Rudolf Noureev (danseur)
14. Elton John (musicien et compositeur)
15. Lou Rawls (chanteur)
16. Cleo Laine (chanteuse)
17. Julie Andrews (actrice et chanteuse)
18. Jaye P. Morgan (actrice)
19. Peter Sellers (acteur)
20. Petula Clark (chanteuse et compositrice)
21. Bob Hope (acteur et humoriste)
22. Teresa Brewer (chanteuse)
23. John Cleese (acteur)
24. Cloris Leachman (actrice)

## Troisième saison (1978-1979)
1. Helen Reddy
2. Roy Clark
3. Jean Stapleton
4. James Coco
5. Liberace
6. Loretta Lynn
7. Alice Cooper
8. Cheryl Ladd
9. Pearl Bailey
10. Kris Kristofferson & Rita Coolidge
11. Raquel Welch
12. Leo Sayer
13. Gilda Radner
14. Marisa Berenson
15. Spike Milligan
16. Elke Sommer
17. Danny Kaye
18. Lesley Ann Warren
19. Harry Belafonte
20. Sylvester Stallone
21. Roger Miller
22. Roy Rogers & Dale Evans
23. Lynn Redgrave
24. Leslie Uggams

## Quatrième saison (1979-1980)
1. John Denver
2. Linda Lavin
3. Shields & Yarnell
4. Crystal Gayle
5. Kenny Rogers
6. Dudley Moore
7. Victor Borge
8. Beverly Sills
9. Liza Minnelli
10. Lola Falana
11. Phyllis George
12. Arlo Guthrie
13. Dyan Cannon
14. Christopher Reeve
15. Lynda Carter
16. Mark Hamill
17. Dizzy Gillespie
18. Anne Murray
19. Jonathan Winters
20. Andy Williams
21. Doug Henning
22. Carol Channing
23. Diana Ross
24. Alan Arkin

## Cinquième saison (1980-1981)
1. Carol Burnett
2. Roger Moore
3. Shirley Bassey
4. James Coburn
5. Brooke Shields
6. Tony Randall
7. Linda Ronstadt
8. Glenda Jackson
9. Loretta Swit
10. Mac Davis
11. Joan Baez
12. Jean-Pierre Rampal
13. Chris Langham
14. Hal Linden
15. Johnny Cash
16. Debbie Harry
17. Gene Kelly
18. Paul Simon
19. Gladys Knight
20. Wally Boag
21. Buddy Rich
22. Marty Feldman
23. Senor Wences
24. Melissa Manchester